# Gustav von Benda
Gustav Edler von Benda (* 16. August 1846 in Prag; † 7. Februar 1932 in Wien) war ein österreichischer Großindustrieller und Kunstsammler.

## Biografie
Gustav Benda war 1869 Mitbegründer und dann Direktor der Maschinen- und Chemikalienfirma Waldek, Wagner & Benda. Als erfolgreicher Inhaber und Industrieller wurde ihm der k.u.k. Hoflieferantentitel verliehen. 1911 wurde Benda als Edler von Benda in den österreichischer Adelsstand erhoben.
Gustav von Benda war Kunstsammler und galt als bedeutender und „feinsinniger“ Wiener Kunstmäzen. 1911 wurde er Mitglied des Denkmalrates der K. u. K. Central-Commission zur Erforschung und Erhaltung der Baudenkmale. Da er weder Ehefrau noch Kinder hatte, vermachte er im März 1930 in seinem Testament seine Sammlung dem Kunsthistorischen Museum in Wien. Aus dieser Sammlung stammt die sogenannte Bendasche Madonna, ein von ihm erworbenes mittelalterliches Gemälde.
Gustav von Benda gehörte zur jüdischen Glaubensgemeinschaft und konvertierte 1895 zum Katholizismus. 1939 wurde die unter dem Namen Legat Gustav Benda geführte Sammlung durch die Museumsverwaltung aufgelöst und die Bilder, Skulpturen und Bronzen wurden auf verschiedenste Museen verteilt.

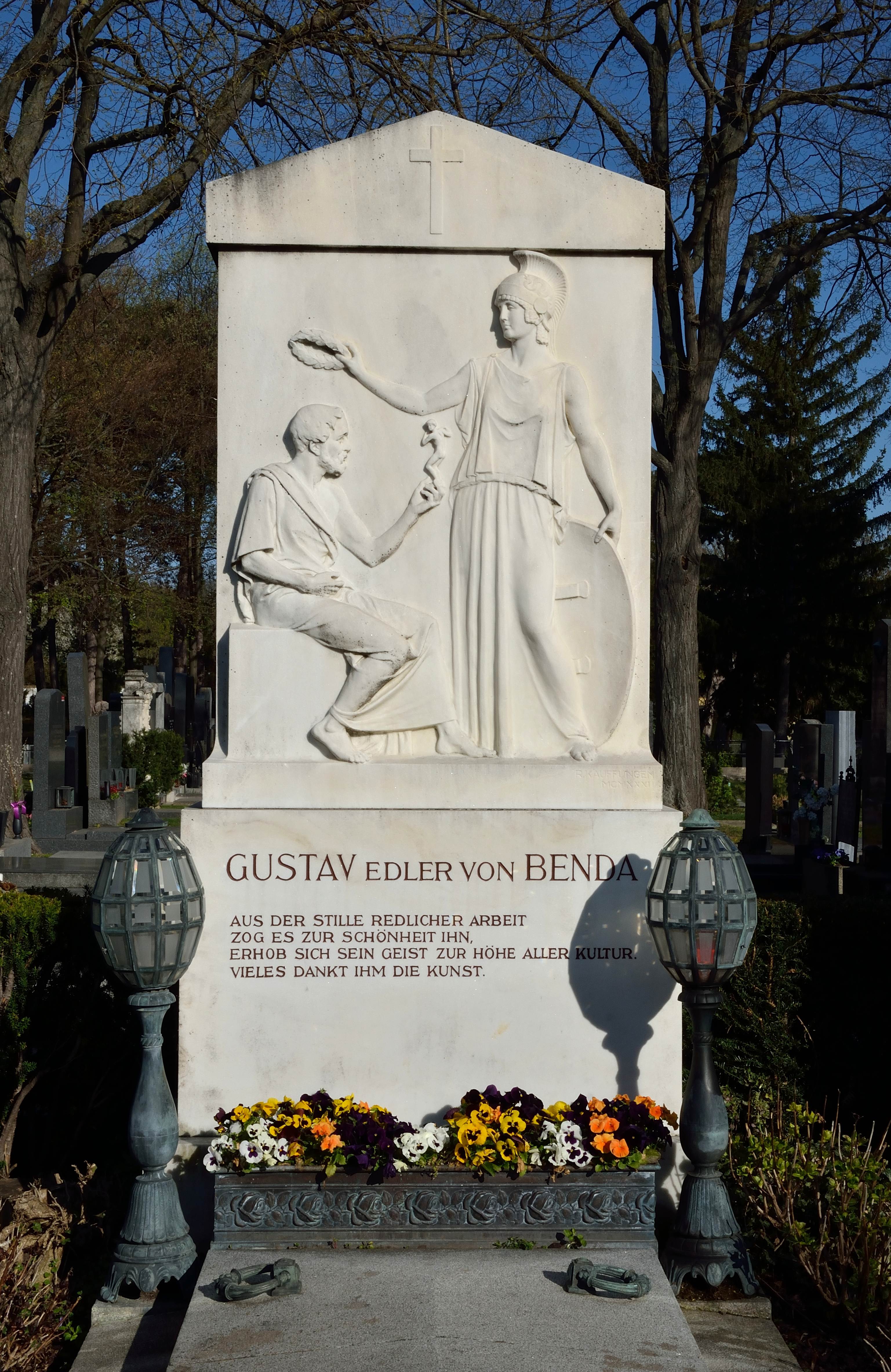
Grabmal Bendas auf dem Hietzinger Friedhof

Das Grabmal Bendas auf dem Hietzinger Friedhof (Gruppe 30, Reihe 1, Nr. 3) gestaltete der Bildhauer Richard Kauffungen.